# Мельникова (Ирбитское муниципальное образование)
Мельникова — деревня в Ирбитском муниципальном образовании Свердловской области, пригород Ирбита.

## История
В «Списке населённых мест Российской империи» 1869 года Мельникова упомянута как деревня Ирбитского уезда Пермской губернии, при реке Ирбит, расположенная в одной версте от уездного города Ирбита. В деревне насчитывалось 26 дворов и проживало 177 человек (101 мужчина и 76 женщин).

## География
Деревня Мельникова расположена на левом берегу реки Ирбит, вблизи места впадения последней в реку Ницу, к северо-западу от города Ирбита. От города деревня отделена поймой реки Грязнухи, расстояние до центра составляет 3 километра.
Абсолютная высота — 83 метра над уровнем моря.

## Население
| 2002 | 2010 | 2021 |
| ---- | ---- | ---- |
| 461  | ↗486 | ↗509 |

Согласно результатам переписи 2002 года, русские составляли 98 % из 461 жителей деревни Мельниковой.

## Улицы
В деревне Мельниковой 5 улиц: Набережная, Новая, Садовая, Цветочная и Центральная.

## Достопримечательности
На левом берегу реки Ирбит, вблизи Городищенского озера, расположено Ирбитское городище, представляющее собой стоянку древнего человека эпохи железного века и являющееся археологическим памятником.